# لیک‌استیشن (ایندیانا)
لیک‌استیشن، ایندیانا (به انگلیسی: Lake Station, Indiana) یک شهر در ایالات متحده آمریکا با جمعیت ۱۲٬۵۷۲ نفر است که در شهرستان لیک، ایندیانا واقع شده‌است.

## موقعیت جغرافیایی
موقعیت جغرافیایی شهرها و مناطق اطراف به شرح زیر است: